# Ширен (комуна)
Ширен (люксемб. Schieren, фр. Schieren, нім. Schieren) — місто в Люксембурзі, що утворює собою окрему комуну. Входить до складу кантону Дикірх в окрузі Дикірх.

## Географія
Площа території комуни становить 10,41 км² (106-е місце за цим показником серед 116 комун Люксембургу).
Найвища точка комуни над рівнем моря — 515 метрів (19-е місце за цим показником серед комун країни), найнижча — 198 метрів (27-е місце).

## Демографія
Станом на 2011 рік на території комуни мешкало 1 486 ос.
Динаміка чисельності населення: